# Rotgschirr
Rotgschirr lub Röllberg – szczyt w paśmie Totes Gebirge, części Północnych Alp Wapiennych. Leży w Austrii na granicy między krajami związkowymi Górna Austria i Styria. Szczyt można zdobyć ze schroniska Pühringer Hütte.